# Маккуин, Армелия
Арме́лия О́дри Маккуи́н (англ. Armelia Audrey McQueen; 6 января 1952, Монтгомери, Северная Каролина, США — 3 октября 2020, Беверли-Хиллз, Калифорния) — американская актриса

 и певица.

## Биография и карьера
Будучи уроженкой Северной Каролины, Маккуин выросла в Бруклине, Нью-Йорк, где она играла в церковных пьесах. Она посещала P.S. 44 и P.S. 258 и окончила Центральную коммерческую среднюю школу в 1969 году. Маккуин посещала Школу индустрии моды, где она специализировалась на дизайне одежды, но вскоре её бросила. В 1972 году она посещала Театральную школу Герберта Бергхофа.
Начиная с 1976 года, Армелия сыграла более чем в 35-ти фильмах и телесериалах. В 1990 году она сыграла Клару Браун, сестру Оды Мэй, в фильме «Привидение». В 1992—1993 годы Маккуин играла роль Красной Королевы в телесериале «Приключения в стране чудес», за которую дважды (1993, 1994) была номинирована на премию «CableACE Award» в номинации «Актриса в комедийном сериале». Также является театральной актрисой, играла на Бродвее. В 1978 году стала лауреатом премии «Театральный мир» за работу в мюзикле «Разве это правильно».

## Избранная фильмография
| Год       |   | Русское название          | Оригинальное название       | Роль                  |
| --------- | - | ------------------------- | --------------------------- | --------------------- |
| 1981      | ф | Квартет                   | Quartet                     | певица в ночном клубе |
| 1987      | с | Санта-Барбара             | Santa Barbara               | медсестра Эдди        |
| 1988      | ф | Джексон по кличке «Мотор» | Action Jackson              | Ди                    |
| 1989      | ф | Все захваты разрешены     | No Holds Barred             | Сейди                 |
| 1990      | с | Закон Лос-Анджелеса       | L.A. Law                    | Глория                |
| 1990      | ф | Привидение                | Ghost                       | сестра Оды Мэй        |
| 1993      | с | Принц из Беверли-Хиллз    | The Fresh Prince of Bel-Air | Судья                 |
| 1998      | ф | Булворт                   | Bulworth                    | Рути                  |
| 2005      | с | Военно-юридическая служба | JAG                         | Эйприл-Дон МакКи      |
| 2011—2015 | с | Зои Харт из южного штата  | Hart of Dixie               | Шула Уитакер          |
| 2014      | с | Бруклин 9-9               | Brooklyn Nine-Nine          | Дайан                 |